# Мясников, Михаил Акимович
Михаи́л Аки́мович Мяснико́в (4 июня 1893 года, Ставрополь — 7 сентября 1974 года, Москва) — советский военный деятель, Генерал-майор (1940 год).

## Начальная биография
Михаил Акимович Мясников родился 4 июня 1893 года в Ставрополе.

## Военная служба

### Первая мировая и гражданская войны
В октябре 1914 года был призван в ряды Русской императорской армии и направлен на учёбу в Тифлисскую школу прапорщиков, после окончания которой в 1915 году участвовал в боевых действиях на Западном фронте, находясь на должностях младшего офицера роты запасного полка, командира стрелковой роты и батальона. В декабре 1917 года в чине штабс-капитана был демобилизован из рядов армии, после чего работал завхозом 1-го Советского лазарета в Саратове.
В марте 1919 года был призван в ряды РККА и направлен в Саратовский крепостной полк (Южный фронт), где служил на должностях помощника командира и командира полка. В ноябре того же года был назначен на должность полевого инспектора пехоты Запасной армии Юго-Восточного фронта, в феврале 1921 года — на должность командира Ставропольской стрелковой бригады (Северокавказский военный округ), а в июне — на должность помощника Ставропольского губернского военкомата. Принимал участие в боевых действиях на Южном, Юго-Восточном и Кавказском фронтах, а также против повстанцев на Северном Кавказе.

### Межвоенное время
В декабре 1921 года Мясников был направлен на учёбу в Военную академию РККА, после окончания которой в октябре 1924 года назначен на должность начальника оперативной части штаба 6-й стрелковой дивизии (Московский военный округ), дислоцированной в Орле, в апреле 1925 года — на должность помощника начальника Интернациональной объединённой военной школы в Ленинграде, а в октябре 1926 года — на должность помощника и заместителя начальника Научно-уставного отдела Штаба РККА.
С мая 1930 года служил командиром и комиссаром 23-го стрелкового полка, с июня 1931 года — председателем секции Научно-технического управления моторизации и механизации Красной Армии, с июня 1932 года — помощником инспектора Автобронетанковых войск РККА, с февраля 1933 года — инспектором Управления моторизации Красной Армии, а с декабря — начальником отдела боевой подготовки мотомеханизированных войск Красной Армии.
В ноябре 1934 года Мясников был направлен на учёбу на оперативный факультет Военной академии имени М. В. Фрунзе, после окончания которого в сентябре 1935 года назначен на должность начальника 2-го отдела Генштаба РККА, в мае 1936 года — на должность командира 2-й танковой бригады (Ленинградский военный округ), в январе 1938 года — на должность начальника Автобронетанковых войск Приволжского военного округа, в сентябре 1939 года — на должность помощника командующего войсками Приволжского военного округа по вузам, а в марте 1941 года — на должность командира 23-го механизированного корпуса (Орловский военный округ).

### Великая Отечественная война
С началом войны Мясников находился на прежней должности. Корпус с начала июля принимал участие в боевых действиях в ходе Смоленского сражения. С конца июля генерал-майор Мясников находился в эвакогоспитале по болезни и после выздоровления находился в отпуске в Воронеже и Москве.
В октябре стал временно исполняющим должность начальника 2-го отдела, в апреле 1942 года был назначен на должность заместителя начальника Главного управления Всевобуча Красной Армии, а в июле 1944 года — на должность заместителя командующего 31-й армией, которая принимала участие в боевых действиях в ходе Вильнюсской и Восточно-Прусской наступательных операций.

### Послевоенная карьера
С июля 1945 года временно исполнял должность командующего 31-й армией, а в сентябре того же года был зачислен в резерв Ставки Верховного Главнокомандования с прикомандированием для работы к Высшей военной академии имени К. Е. Ворошилова и в январе 1946 года назначен на должность старшего преподавателя этой академии.
Генерал-майор Михаил Акимович Мясников в июле 1946 года вышел в отставку. Умер 7 сентября 1974 года в Москве. Похоронен на Котляковском кладбище.

## Награды
- Орден Ленина (21.02.1945);
- Орден Красного Знамени (3.11.1944);
- Орден Кутузова 2-й степени (19.04.1945);
- Медали.